# Deste Lado da Ressurreição
Deste Lado da Ressurreição é um filme de longa-metragem de ficção português, realizado por Joaquim Sapinho. Produzido pela Rosa Filmes, teve a sua apresentação mundial em 2011 como parte do programa Visions da seleção oficial do 36º Toronto International Film Festival. Foi considerado um dos melhores filmes de 2011 pela revista Film Comment.

## Estreia e recepção
Tendo tido a sua apresentação mundial como parte da seleção oficial do 36º Toronto International Film Festival, no Canadá, na seção Visions, Deste Lado da Ressurreição fez também parte da seleção oficial da 35ª Mostra Internacional de Cinema de São Paulo. A antestreia estadunidense do filme foi no Harvard Film Archive, seguindo-se a sua projecção no Anthology Film Archives de Nova Iorque.
Deste Lado da Ressurreição foi considerado pela revista novaiorquina Film Comment como um dos melhores filmes de 2011 na sua lista anual.

## Sinopse
O filme conta a história de dois irmãos, Inês e Rafael. Desde o divórcio dos pais, a família nunca voltou a ver Rafael. Inês foge de casa à procura dele quando lhe dizem que ele voltou à praia do Guincho e está de novo a surfar. Rafael é um ex-campeão de surf que todos os dias entra nas ondas perigosas testando os limites da sua vida. Ao encontraram-se, o Guincho junta-os numa promessa de paraíso na terra, pois foi o último lugar onde a família deles viveu junta e feliz. Mas Inês é surpreendida ao apanhar o irmão a olhar fixamente para a Serra de Sintra, onde está o Convento dos Capuchos que foi em tempos o seu refúgio, e teme ter-lhe trazido de volta as memórias da separação dos pais. Rafael tem uma crise de fé. Quando um dia desaparece, Inês não tem dúvidas sobre para onde ele foi.

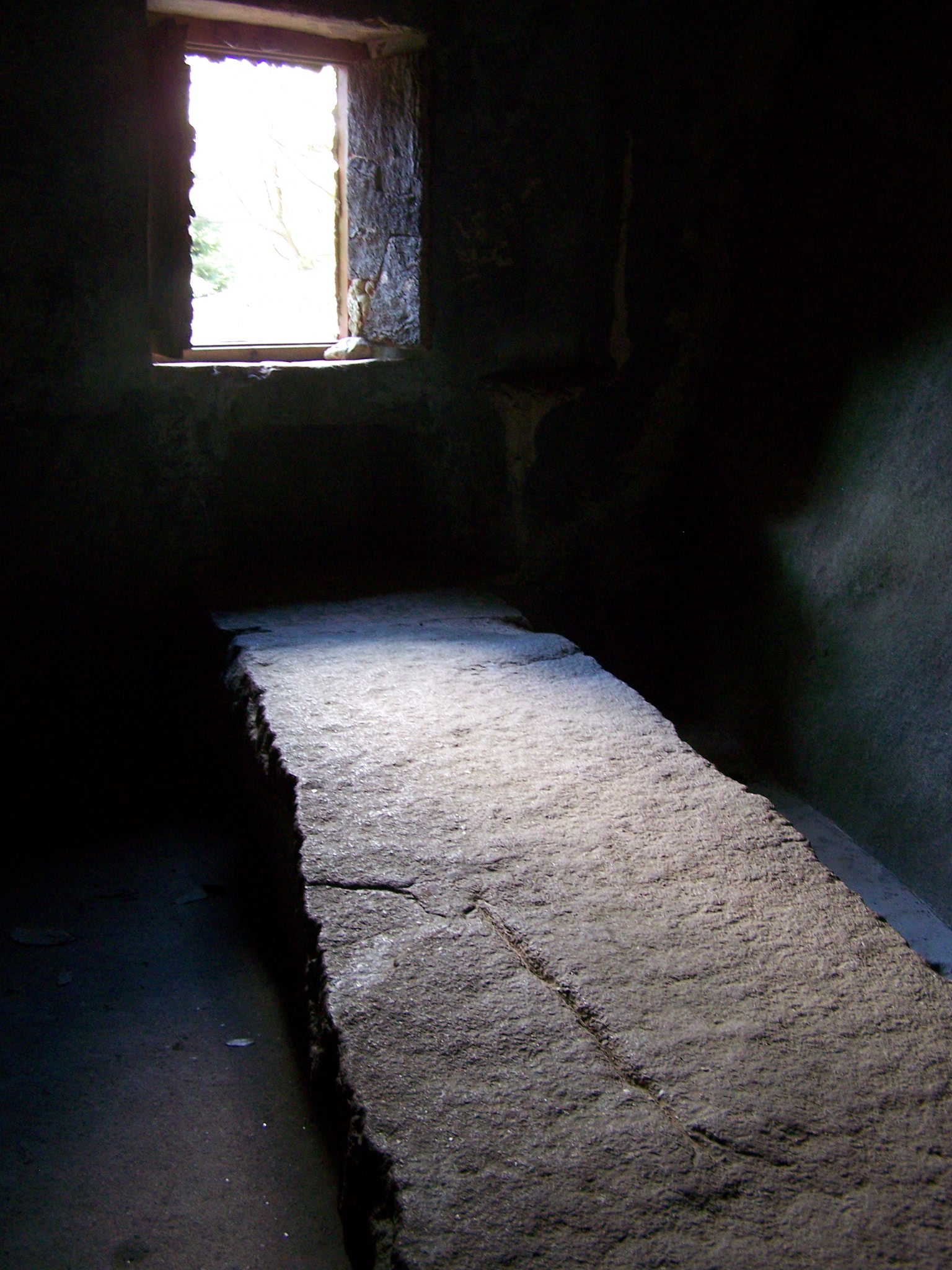
O Convento dos Capuchos, em Sintra, o humilde hermitério onde o filme foi filmado

## Elenco
- Pedro Sousa como Rafael
- Joana Barata como Inês
- Sofia Grilo como mãe
- Pedro Carmo como irmão Simão
- Luís Castro como irmão Lucas
- João Cardoso como João
- Mariana Pacheco como Mariana

## Ligações Externas
- Deste Lado da Ressurreição no sítio oficial do 36º Tornoto International Film Festival (em inglês)
- Deste Lado da Ressurreição no sítio oficial da 35ª Mostra Internacional de Cinema de São Paulo
- Deste Lado da Ressurreição no Harvard Film Archive (em inglês)
- Deste Lado da Ressurreição no IMDb
- Deste Lado da Ressurreição no MUBI
- Deste Lado da Ressurreição - página oficial no sítio oficial da Rosa Filmes